# Torild Skard
Torild Skard, född 29 november 1936 i Oslo, är en norsk politiker, diplomat, FN-tjänsteman, psykolog och feminist. Hon har bland annat varit stortingsledamot och lagtingspresident, ordförande för FN:s barnfond (Unicef) internationellt, utrikesråd för utvecklingsfrågor i Norge, Unicefs regionaldirektör för Väst- och Centralafrika ansvarig för Unicefs arbete i 23 länder och ordförande för Norsk Kvinnesaksforening. Hon är internationellt känd som förkämpe för kvinnors och barns rättigheter, och har skrivit flera böcker, bland annat Mødrenes kontinent om utveckling i Afrika (2001) och Maktens kvinner om kvinnliga toppolitiker runt om i världen.

## Bakgrund
Skard är dotter till professorn i amerikansk litteratur Sigmund Skard och barnpsykologen Åse Gruda Skard, och är barnbarn till utrikesminister Halvdan Koht. Hon är tvillingsyster av Norges första barnombud Målfrid Grude Flekkøy och var tidigare gift med partiledare i Sosialistisk Venstreparti Berge Furre och senare med före detta stortingsledamot Kåre Øistein Hansen. Hon är utbildad pedagog och är legitimerad psykolog.

## Politisk karriär
Torild Skard var ursprungligen medlem av Arbeiderpartiet, och var en av de viktigaste politikerna inom Sosialistisk Folkeparti (SF) och senare Sosialistisk Venstreparti (SV) från grundandet år 1961. Hon var ledamot av Stortinget och president för Lagtinget 1973–1977.

## Karriär som forskare, diplomat och FN-tjänsteman
Efter sin politiska karriär var hon forskare vid Arbeidspsykologisk institutt 1978–1984, direktör för frågor som rör kvinnors ställning i Unesco 1984–1986, expeditionschef för multilaterala avdelningen i Departementet för utvecklingsbistånd och senare för samma avdelning i Utrikesdepartementet 1986–1991, ordförande för Unicefs internationella styrelse (Executive Board) 1988–1989, utrikesråd för utvecklingsfrågor i Norge (högsta tjänsteman för internationell utveckling) 1991–1994, Unicefs regionaldirektör för Väst- och Centralafrika ansvarig för Unicefs arbete i 23 länder 1994–1998, specialrådgivare ansvarig för frågor som rör barns ställning internationellt i Utrikesdepartementet 1998–2003 och senior forskare vid Norsk Utenrikspolitisk Institutt 2003–2011. Hon var ordförande i Norsk Kvinnesaksforening 2006–2013 och vice ordförande i Forum for Kvinner og Utviklingsspørsmål 2005–2008. Hon var central för grundandet av den norska kvinnolobbyn.

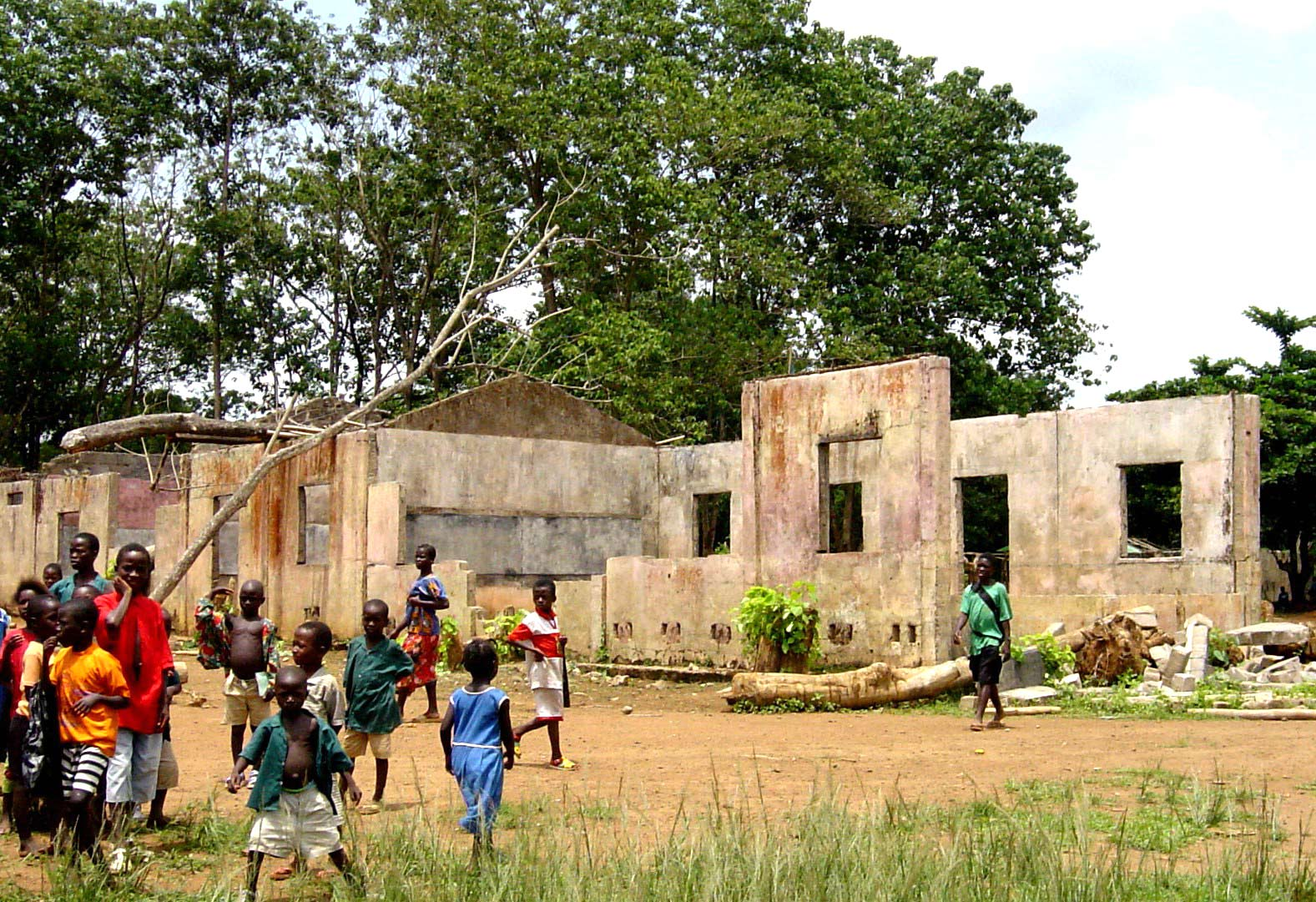
Torild Skard var en av de viktigaste personerna i hanteringen av den humanitära katastrofen under inbördeskriget i Sierra Leone som rasade under 1990-talet. Här är en skola förstörts av Revolutionary United Front

Som Unicefs regionaldirektör för Väst- och Centralafrika, med huvudkontor i Abidjan, var Torild Skard en av de viktigaste personerna i att hantera de humanitära katastroferna under Afrikas många inbördeskrig under 1990-talet, bland annat det första liberianska inbördeskriget och inbördeskriget i Sierra Leone. "Det finns en direkt nödsituation i 16 områden i Väst- och Centralafrika på grund av väpnade konflikter eller naturkatastrofer. Att bevara människosinnet till dem som har upplevt krig och övergrepp är en svår uppgift. Hårdast är kanske att göra barnsoldater till barn igen," sade Skard när hon tillträdde år 1994. I en intervju 2003 sade hon: "Under de åren jag var i Afrika blev det allt fler och längre krig, och uppgifterna växte med blixtens hastighet. Vi kunde inte göra så många barnsoldater till barn igen, tyvärr, även om vi lyckades det med någon. Den mest omfattande uppgiften var att se till att afrikanska barn överlevde sina första år genom bättre primärvård, vaccination och mat. Nästa fråga var hur livet skulle bli, och då kom utbildning, skydd mot våld, prostitution, trafficking och barnarbete in i bilden."
Skard har skrivit flera böcker, bland annat Mødrenes kontinent om utveckling i Afrika (2001) och Maktens kvinner om kvinnliga toppolitiker runt om i världen (2012).

## Utmärkelser
Torild Skard blev 1998 kommendör av senegalesiska Ordre national du Lion och 2012 även kommendör av Sankt Olavs orden "för sitt arbete för kvinnors och barns rättigheter."
År 2013 blev hon utsedd som en av de "hundra viktigaste kvinnor" i norsk historia av tidningen VG. Det hänger en målning av Torild Skard i Stortinget, målad av Sonja Krohn. Torild Skard blev 2014 hedersmedlem i Norsk Kvinnesaksforening.